# How Mine FC
How Mine Football Club w skrócie How Mine FC – zimbabwejski klub piłkarski grający w drugiej, a niegdyś w zimbabwejskiej pierwszej lidze, mający siedzibę w mieście Bulawayo.

## Sukcesy
- Puchar Zimbabwe[1]:
  - zwycięstwo (1): 2013.

## Występy w afrykańskich pucharach
| Sezon | Rozgrywki           | Runda   | Kraj    | Klub                | Dom | Wyjazd | Dwumecz |
| ----- | ------------------- | ------- | ------- | ------------------- | --- | ------ | ------- |
| 2014  | Puchar Konfederacji | wstępna |         | Chuoni FC           | 4–0 | 2–1    | 6–1     |
| 2014  | Puchar Konfederacji | 1       | Seszele | St Michel United FC | 5–1 | 1–3    | 6–4     |
| 2014  | Puchar Konfederacji | 2       | Nigeria | Bayelsa United FC   | 2–1 | 0–2    | 2–3     |

## Stadion
Domowe mecze klub rozgrywa na stadionie o nazwie Luveve Stadium w Bulawayo. Stadion może pomieścić 8000 widzów.

## Reprezentanci kraju grający w klubie od 2004 roku
Stan na styczeń 2023.
| - Nicholas Alifandika - Qadr Amini - Gilbert Banda - Khumbulani Banda - Devon Chafa - Herbert Dick - Bernard Donovan - Warren Dube - Tapiwa Kumbuyani - George Magariro - Emmanuel Mandiranga - Pasca Manhanga - Benjamin Marere - Peter Moyo | - Nyasha Mukumbi - Tawanda Muparati - Menard Mupera - Kudakwashe Musharu - Milton Ncube - Charles Sibanda - Mandlenkosi Sibanda - Mgcini Sibanda - Simbarashe Sithole - Wonder Sithole - Praise Tonha - Nthokozo Tshuma - Makundika Sakala |